# Zhang Yaoguang
Zhang Yaoguang (张耀光S; 21 giugno 1993) è un lunghista cinese.

## Biografia
Zhang ha iniziato le prime gare di atletica leggera nei salti in estensione nel 2010. Nel 2014 è approdato ai Campionati asiatici indoor di Hangzhou, gareggiando sia nel salto in lungo che in quello triplo, finendo rispettivamente quarto e sesto in finale. Successivamente Zhang si è concentrato principalmente nel salto in lungo, disciplina in cui ha vinto una medaglia d'oro ai Campionati asiatici indoor di Doha 2016 e una medaglia d'argento ai Giochi asiatici di Giacarta 2018., oltre che partecipato alla sua prima edizione di un Mondiale nel 2019, senza però avanzare in finale.

## Palmarès
| Anno | Manifestazione             | Sede        | Evento         | Risultato | Prestazione | Note                                     |
| ---- | -------------------------- | ----------- | -------------- | --------- | ----------- | ---------------------------------------- |
| 2014 | Campionati asiatici indoor | Hangzhou    | Salto in lungo | 4º        | 7,69 m      |                                          |
| 2014 | Campionati asiatici indoor | Hangzhou    | Salto triplo   | 6º        | 15,97 m     |                                          |
| 2016 | Campionati asiatici indoor | Doha        | Salto in lungo | Oro       | 7,99 m      |                                          |
| 2017 | Campionati asiatici        | Bhubaneswar | Salto in lungo | 14º (q)   | 7,18 m      |                                          |
| 2018 | Giochi asiatici            | Giacarta    | Salto in lungo | Argento   | 8,15 m      |                                          |
| 2019 | Campionati asiatici        | Doha        | Salto in lungo | Argento   | 8,13 m      | Miglior prestazione personale stagionale |
| 2019 | Mondiali                   | Doha        | Salto in lungo | 14º (q)   | 7,82 m      |                                          |